# 日本株30
日本株30（にっぽんかぶさんじゅう）は、毎日新聞社が計算・公表していた株価指数である。

## 概要
愛称は「J30」（ジェイさんじゅう、またはジェイサーティー）。当時、日本経済新聞社以外の日本の新聞社が公表していた唯一の株価指数だった。
J30は、東京証券取引所第一部上場銘柄のうち、「日本を代表する銘柄」として選定された以下に示す30銘柄を対象に、ダウ平均株価の算出方法を基にした計算方法で修正平均を算出する。
J30には先物取引は存在しない。J30のデータを利用して作られた人工市場としてU-Martがある。
なお、2005年1月22日を最後に、新聞紙上およびインターネット上などで一切公表がなされていない。

## 略史
- 1998年11月19日 毎日新聞社が計算・公表を開始（1989年12月29日までさかのぼって算出）

## 参加企業（順不同）
※4桁の数字は証券コードを表す。
| 番号 | 証券コード | 企業名                         | 業種         |
| ---- | ---------- | ------------------------------ | ------------ |
| 01   | 1802       | 大林組                         | 建設業       |
| 02   | 2502       | アサヒビール                   | 食料品       |
| 03   | 3382       | セブン&アイ・ホールディングス  | 小売業       |
| 04   | 4063       | 信越化学工業                   | 化学         |
| 05   | 4452       | 花王                           | 化学         |
| 06   | 4502       | 武田薬品工業                   | 医薬品       |
| 07   | 4568       | 第一三共                       | 医薬品       |
| 08   | 4901       | 富士フイルムホールディングス   | 化学         |
| 09   | 5108       | ブリヂストン                   | ゴム製品     |
| 10   | 6501       | 日立製作所                     | 電気機器     |
| 11   | 6702       | 富士通                         | 電気機器     |
| 12   | 6752       | パナソニック                   | 電気機器     |
| 13   | 6758       | ソニー                         | 電気機器     |
| 14   | 6762       | TDK                            | 電気機器     |
| 15   | 6954       | ファナック                     | 電気機器     |
| 16   | 6971       | 京セラ                         | 電気機器     |
| 17   | 7203       | トヨタ自動車                   | 輸送用機器   |
| 18   | 7267       | 本田技研工業                   | 輸送用機器   |
| 19   | 7751       | キヤノン                       | 電気機器     |
| 20   | 7752       | リコー                         | 電気機器     |
| 21   | 7912       | 大日本印刷                     | その他製品   |
| 22   | 8058       | 三菱商事                       | 卸売業       |
| 23   | 8306       | 三菱UFJフィナンシャルグループ  | 銀行業       |
| 24   | 8316       | 三井住友フィナンシャルグループ | 銀行業       |
| 25   | 8591       | オリックス                     | その他金融業 |
| 26   | 8604       | 野村ホールディングス           | 証券商品先物 |
| 27   | 9064       | ヤマトホールディングス         | 陸運業       |
| 28   | 9432       | 日本電信電話                   | 情報・通信業 |
| 29   | 9501       | 東京電力                       | 電気・ガス業 |
| 30   | 9735       | セコム                         | サービス業   |